# Maria Tur i Juan
Maria Tur i Juan   (Formentera, 1935 - 10 de febrer de 2023), més coneguda com a Marieta de Can Vicent Xeroni. fou una balladora i cantadora formenterenca, impulsora del ball i del cant pagès a Formentera. Treballà com a mestra al Col·legi Públic Mestre Lluís Andreu de Formentera, des d'on divulgà els costums i danses pageses. Fou membre del grup de dansa Sa Colla de Formentera, amb el que participà en el Festival Mundial de Danses Folklòriques de 1990, 1992, 1994 i 1999. El 2008 va rebre el Premi Ramon Llull.